# NGC 5822
NGC 5822 és un cúmul obert en la constel·lació del Llop.